# Francesco Spanò
Francesco Spanò (Crotone, 20 gennaio 1878 – Parma, 25 ottobre 1949) è stato un poliziotto e funzionario italiano, ispettore generale di Pubblica Sicurezza. Operò al fianco di Cesare Mori durante il periodo di servizio prestato da questi in Sicilia tra il 1924 ed il 1929.

## Biografia
Calabrese, funzionario della Regia guardia per la pubblica sicurezza e poi del Regio corpo degli agenti di pubblica sicurezza. Nel 1912 fu delegato (commissario) di pubblica sicurezza in Sicilia e nel 1916 collaborò per la prima volta con l'allora vice questore Cesare Mori nella lotta contro il brigantaggio. Quando Mori fu nominato prefetto di Trapani, il 2 giugno 1924, dove rimase fino al 12 ottobre 1925, Spanò, in quella provincia riprese a collaborare con il prefetto di Ferro. E fu poi trasferito a Palermo quando Mori nel 1925 si spostò come prefetto in quella città, divenendone il più stretto collaboratore e fu uno dei protagonisti dell'assedio di Gangi e della cattura del brigante Andaloro. Promosso vice questore, restò in Sicilia quando nel luglio 1929 Mori, divenuto senatore, lascerà l'isola.
Nel 1938 fu questore di Reggio Calabria. Durante la seconda guerra mondiale fu questore di Parma. Nel 1945 fu confermato questore di Parma. Nel 1947, dopo la strage di Portella della Ginestra, fu per tre mesi al comando dell'Ispettorato generale di Pubblica sicurezza in Sicilia, istituito per la lotta contro il Separatismo e il banditismo, per cercare di catturare Salvatore Giuliano. Tornò alla questura di Parma, dove morì improvvisamente il 25 ottobre del 1949 mentre indagava sull'omicidio del conte Giovanni Pellegrini Malfatti. Arrivò al grado di ispettore generale di pubblica sicurezza. È sepolto nel cimitero di Marore (immediata periferia di Parma). Il figlio (Aristide Spanò) ha pubblicato un libro dal nome "Faccia a faccia con la mafia", in cui racconta molto del padre.

## Media
Nel film del 1977 Il prefetto di ferro, diretto da Pasquale Squitieri, il suo ruolo è interpretato da Stefano Satta Flores.